# フランキー・バネリ
フランキー・バネリ（Frankie Banali、1951年11月14日 - 2020年8月20日）はアメリカのミュージシャン、ドラマー。ヘヴィメタル・バンド、クワイエット・ライオットでの活動で知られている。

## 経歴
1951年11月14日、ニューヨークのクイーンズで生まれる。両親はイタリアからの移民。ジョン・ボーナム、バディ・リッチ、サイモン・フィリップス、デニス・チェンバースなどに影響を受けてドラムを始める。
1975年にロサンゼルスに移住し、後にステッペンウルフに加入。
1979年、ベーシストのダナ・ストラムとともに、当時クワイエット・ライオットのギタリストだったランディ・ローズやオジー・オズボーンとリハーサルを行った。
1980年、ローズとルディ・サーゾがオジー・オズボーンのバンドに加入するため、クワイエット・ライオットが解散。同バンドのボーカル、ケヴィン・ダブロウが結成したダブロウに加入し、カルロス・カヴァーゾやチャック・ライトと共に活動する。
1982年3月19日、ローズが飛行機事故で死去。サーゾはバンドを脱退して同年9月にバネリ、ダブロウ、カヴァーゾらとクワイエット・ライオットを再結成。翌年3月に再結成後最初のアルバム『メタル・ヘルス〜ランディ・ローズに捧ぐ〜』を発表し、リリースからわずか8ヵ月後の11月にビルボード200チャートで1位を獲得。ヘヴィメタル・バンドがチャート1位を獲得したのはこれが初であり、最終的に全世界で1,000万枚以上のセールスを記録した。
1984年7月に『コンディション・クリティカル』がリリースされる頃には、メンバー間のの緊張は徐々に解け始めていたが、メンバーの入れ替わりやダブロウの問題行動などによるファンの減少を乗り越えて持ちこたえた。
1988年、『新たなる暴動』のレコーディングに参加。同時期にW.A.S.P.の『ヘッドレス・チルドレン』のレコーディングにセッションで参加。
1989年、クワイエット・ライオット解散後にW.A.S.P.に正式に加入し、『ヘッドレス・チルドレン』のサポート・ツアーに参加した。
1990年、解雇されたマーク・マイカルズの後任としてファスター・プッシーキャットに呼ばれ、『Wake Me When It's Over』のツアーに参加。同年末、ギタリストのゲイリー・ホーイとヘビー・ボーンズというバンドを結成。1992年にアルバム1枚をリリースして解散。
1993年、ボビー・ロンディネリがブラック・サバス加入のために脱退した後、クワイエット・ライオットに再加入。
1994年、バンドのマネージャーを兼任する。3枚のアルバムのリリースを経て、2003年に解散。翌年10月、ベーシストのチャック・ライトとギタリストのアレックス・グロッシを迎えてクワイエット・ライオットを再結成。2006年にアルバム『リハブ』をリリースした。
2007年11月25日、ダブロウが急逝(享年52、死因はコカインのオーバードースによるものとされる)。翌年1月14日、バンドは解散を発表した。
2010年9月、ダブロウの家族の許可を得てライト、グロッシ、マーク・ハフとともにクワイエット・ライオットを再結成。同年半ばには、当時の婚約者であったレジーナ・ラッセル・バナリと共に、バンドのドキュメンタリー映画『Quiet Riot - Well Now You're Here There's No Way Back』の制作資金を得るためにオンライン募金を行った。最終的な募金額は約24,000ドル集まり、2014年4月29日にニューポートビーチ映画祭でプレミア上映された。
2017年1月18日、ヘヴィメタルのドラマーとしての貢献が認められ、メタルの殿堂入りを果たした。
2019年にステージⅣの膵臓がんと診断されたことを明らかにした。闘病中の翌年8月20日に死去(享年68)。2020年9月4日、ファン主導の嘆願の結果、MTVクラシックの番組『Metal Mayem』で、クワイエット・ライオットのビデオを集めたバネリの追悼番組を放送した。

## 私生活
1994年にカレン・マリー・バネリ（1969年-2009年4月14日）と結婚。1997年2月17日、娘のアシュリーが誕生。2009年4月14日、カレンは心不全のため死去(享年40)。
2015年11月11日、レジーナ・ラッセル・バネリと再婚。

## ディスコグラフィー

### ヴィック・ヴァーギート・バンド
- Vic Vergeat Band (1982)

### ヒューズ/スロール
- Hughes/Thrall (1982) (tracks 6 & 9)

### ビリー・ソープ
- East of Eden's Gate (1982)

### クワイエット・ライオット
- Metal Health (1983)
- Condition Critical (1984)
- QR III (1986)
- QR (1988)
- Terrified (1993)
- Down to the Bone (1995)
- Alive and Well (1999)
- Guilty Pleasures (2001)
- Rehab (2006)
- Quiet Riot 10 (2014)
- Road Rage (2017)
- Hollywood Cowboys (2019)

### With Hear 'N Aid
- Hear 'n Aid – <i id="mwxA">"Stars"</i> (1986)

### クーニ
- Masque (1986)

### アレックス・マーシ
- Attack of the Neon Shark (1989)

### W.A.S.P
- The Headless Children (1989)
- The Crimson Idol (1992)
- Still Not Black Enough (1995)
- Unholy Terror (2001)
- Dying for the World (2002)
- The Neon God: Part 1 - The Rise (2004)
- The Neon God: Part 2 – The Demise (2004)
- Re-Idolized (Soundtrack to the Crimson Idol) (2018)

### ヘビー・ボーンズ
- Heavy Bones (1992)

### ブラックソーン
- Afterlife (1993)

### ジュリエット
- Passion (2002)